# Dzielice
Dzielice – wieś w Polsce położona w województwie wielkopolskim, w powiecie krotoszyńskim, w gminie Rozdrażew.
Miejscowość leżała w obrębie księstwa krotoszyńskiego (1819-1927), którym władali książęta rodu Thurn und Taxis. W okresie Wielkiego Księstwa Poznańskiego (1815-1848) miejscowość należała do wsi większych w ówczesnym pruskim powiecie Krotoszyn w rejencji poznańskiej. Dzielice należały do okręgu krotoszyńskiego tego powiatu i stanowiły część majątku Rozdrażewo, którego właścicielem był wówczas książę Maximilian Karl von Thurn und Taxis. Według spisu urzędowego z 1837 roku wieś liczyła 297 mieszkańców, którzy zamieszkiwali 29 dymów (domostw).
W latach 1975–1998 miejscowość administracyjnie należała do województwa kaliskiego.
We wsi znajdował się przystanek kolejowy Dzielice rozebranego odcinka Krotoszyn - Pleszew Krotoszyńskiej Kolei Dojazdowej. Pociąg zakończył bieg 12 stycznia 1986 r.